# Inverlochy

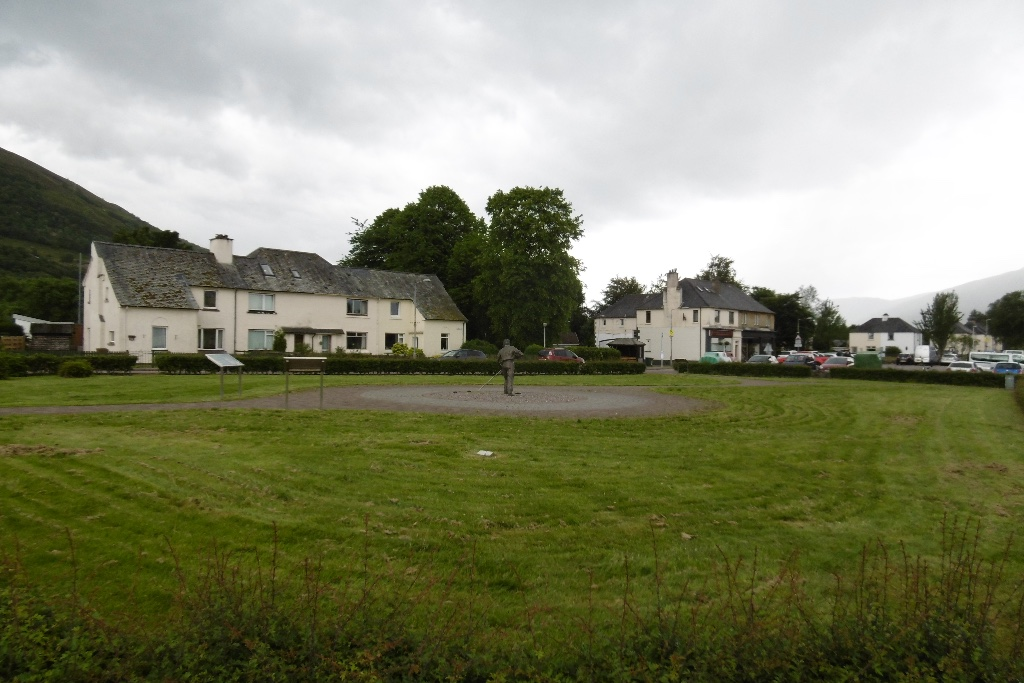
Häuser am Rande von Inverlochy

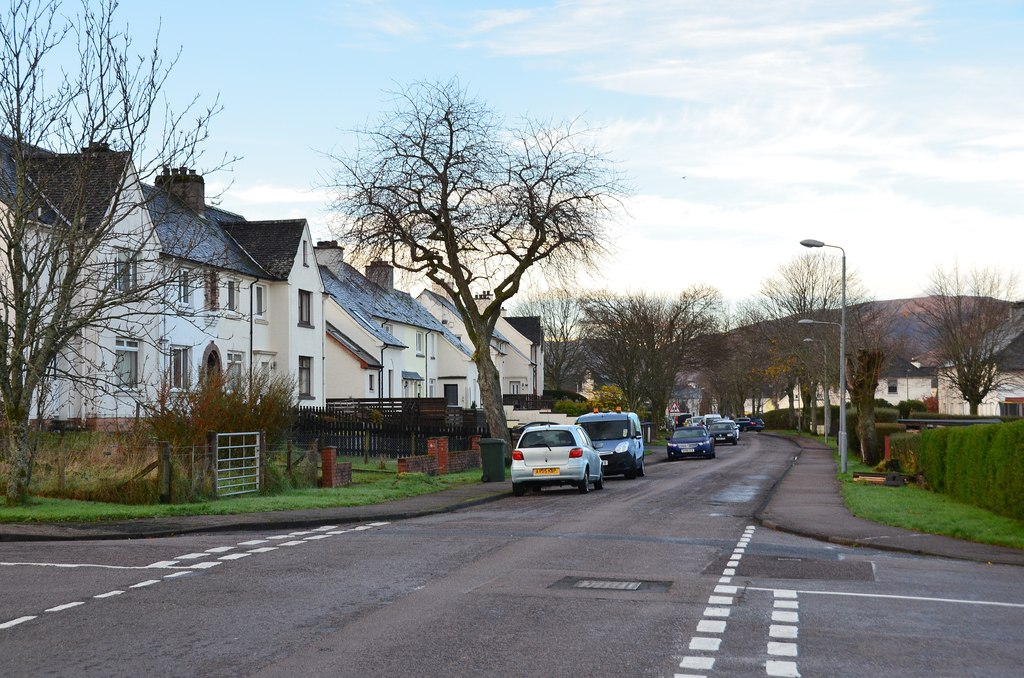
Straßenzeile in Inverlochy

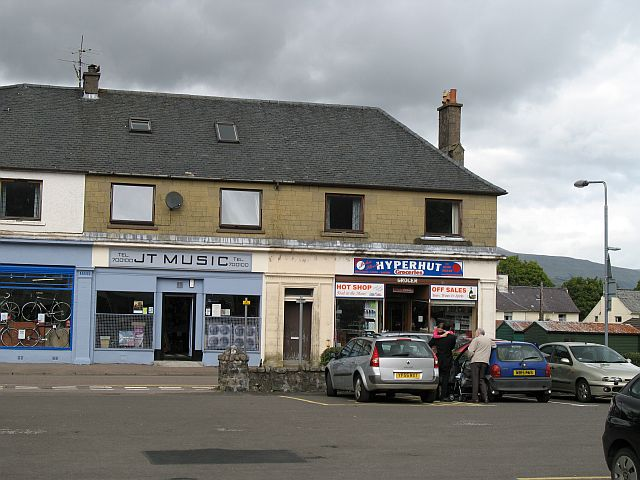
Geschäftshaus in Inverlochy

Inverlochy ist eine Ortschaft, die nordöstlich von Fort William in der Region Highland im Norden von Schottland liegt. Im Rahmen der historischen Gliederung Schottlands in Civil Parishes zählt es zu Kilmallie, das zu Inverness-shire gehörte.

## Geographie
Inverlochy liegt direkt nordöstlich an Fort William angrenzend am nordöstlichen Ende des Loch Linnhe, zwischen zwei Flüssen, die ihm von Osten zuströmen. Der nördlichere ist der River Lochy, der südlichere der River Nevis. Es entstand in den 1920er Jahren als Werkssiedlung im Zusammenhang mit der Errichtung einer Aluminiumhütte durch die British Aluminium Company. Mit der Benennung wurde auf einen älteren Namen von Fort William zurückgegriffen, das ursprünglich nach Inverlochy Castle benannt wurde.

## Verkehr
Verkehrstechnisch zu erreichen ist Inverlochy über die A 82, die von Glasgow kommend von Fort William in Richtung Fort Augustus und Inverness führt. Von ihr zweigt nördlich der Brücke über den River Nevis eine Seitenstraße nach Inverlochy ab. Ebenfalls durch Inverlochy führt der Great Glen Way.